# Schweizerischer Schachbund
Der Schweizerische Schachbund (SSB) ist die Dachorganisation der Schachspieler in der Schweiz. Er ist Mitglied im Weltschachverband FIDE.
Der Schweizerische Schachbund berechnet für seine Mitglieder eine Führungszahl, die alle zwei Monate in der sogenannten Führungsliste veröffentlicht wird.
Der SSB entstand am 17. Juni 1995 aus der Fusion der beiden Schweizer Schachverbände SASB und SSV. Die von den beiden Verbänden eingeführten Meisterschaften werden weiterhin durch den SSB ausgerichtet, so dass bei Mannschafts- und Einzelwettbewerben jährlich je zwei Meisterschaften ausgespielt werden: die Schweizerische Gruppenmeisterschaft (SGM) und die Schweizerische Mannschaftsmeisterschaft (SMM) für Mannschaften, die Schweizer Einzelmeisterschaft (SEM) und das Bundesturnier (BT) für Einzelspieler.
2000 trat der SSB dem Schweizerischen Olympischen Verband (SOV) bei.

## SASB
Der Schweizerische Arbeiterschachbund SASB wurde im September 1922 von den Arbeiterschachsektionen Basel, Bern, Olten, Winterthur und Zürich an einer Konferenz in Olten gegründet – der ebenfalls bereits bestehende Arbeiterschachclub Genf war mangels Interesse bei der Gründung noch nicht dabei. Heinrich Diggelmann, der die Konferenz organisiert hatte, wurde zum ersten Präsident des Verbands, der vorerst noch als Auslandssektion dem Deutschen Arbeiter-Schachbund untergeordnet war. An der Konferenz im Mai 1926 wurde schliesslich mit der Verabschiedung eigener Statuten der Schritt in die Unabhängigkeit gemacht.
1930 führte der SASB erstmals Mannschaftsmeisterschaften unter der Bezeichnung Gruppenmeisterschaft SGM durch, es siegte der ASV Zürich. Zunächst wurde diese Meisterschaft nur unregelmässig organisiert. Als 1951 die Schweizerischen Mannschaftsmeisterschaften unter der Obhut des bürgerlichen SSV eingeführt wurden, verlor die Gruppenmeisterschaft teilweise an Bedeutung. Von 1972 bis 1984 spielte man diese Meisterschaft alle 2 Jahre durch, ab 1984 aber jährlich.

### Organisatoren des SASB
- Otto Burkhalter, Zentralpräsident 1956–1962 (* 28. Juli 1926; † 5. März 2001)
- Hans Schneider, leitete 23 Jahre lang die Fernschachsparte (* 17. November 1927)

## SSV
Der SSV wurde am 2. Juni 1889 in Zürich unter dem Namen Schweizerischer Schachverein gegründet. 1964 nannte er sich um in Schweizerischer Schachverband SSV. Ab Oktober 1900 gab er die Schweizerische Schachzeitung SSZ heraus.
Der SSV ermittelte stets die offiziellen Landesmeister. Ab 1951 wurden die Mannschaftsmeisterschaften SMM durchgeführt, damals mit 24 Teams in 3 Ligen.
Für diese erste SMM meldeten sich 24 Mannschaften. Diese wurden abhängig von der Grösse des Vereins in eine Spielklasse eingeteilt. Die höchste Klasse war die Nationalliga A mit den vier Mannschaften Basel, Bern, Lausanne und Luzern. In der Nationalliga B traten mit Court, Nimzowitsch, St. Gallen und Winterthur ebenfalls vier Mannschaften an. Die restlichen 16 Mannschaften wurden der dritten Kategorie zugewiesen, die sich auf fünf Gruppen verteilte. Der erste SMM-Leiter war Rudolf Hedinger. Der erste Sieger der Nationalliga A war die Basler Schachgesellschaft.
Im gleichen Jahr wurde der SSV Mitglied in der FIDE.

### Organisatoren des SSV
- Alois Nagler, Zentralpräsident 1965–1969
- Martin Christoffel, Zentralpräsident 1987–1991
- Rolf Liniger, Zentralpräsident 1991–1995
- Jean-Louis Ormond, 1937–1941 Präsident
- Hans Jakob Schudel (1915–2004), Zentralpräsident 1957–1961

## Organisatoren des SSB
- Ruedi Staechelin, Zentralpräsident 1995–2001
- Philipp Hänggi, Zentralpräsident 2001–2007
- Kurt Gretener, Zentralpräsident 2007–2011
- Adrian Siegel, Zentralpräsident 2011–2015
- Peter A. Wyss, Zentralpräsident seit 2015[3]
- André Vögtlin, Zentralpräsident seit 2021[4]

## Schweizer Meister im Einzel (SEM)
Siehe Liste der Schweizer Meister im Schach

## Schweizer Gruppenmeister (SGM)
Siehe Schachbundesliga (Schweiz)

## Schweizer Mannschaftsmeister (SMM)
- 1951 Basler SG
- 1952 Basler SG
- 1953 SG Zürich
- 1954 SG Zürich
- 1955 Nimzowitsch Zürich
- 1956 SG Zürich
- 1957 Nimzowitsch Zürich
- 1958 SG Zürich
- 1959 SG Zürich
- 1960 SG Zürich
- 1961 SG Zürich
- 1962 SG Zürich
- 1963 SK Birseck
- 1964 Nimzowitsch Zürich
- 1965 Nimzowitsch Zürich
- 1966 Nimzowitsch Zürich
- 1967 Nimzowitsch Zürich
- 1968 SG Zürich
- 1969 SG Zürich
- 1970 SK Birseck
- 1971 SG Zürich
- 1972 SG Winterthur
- 1973 SG Zürich
- 1974 SG Zürich
- 1975 SG Zürich
- 1976 SG Zürich
- 1977 SG Biel
- 1978 SG Zürich
- 1979 Zytglogge Bern
- 1980 SK Birseck
- 1981 SG Winterthur
- 1982 SG Allschwil
- 1983 Zytglogge Bern
- 1984 SG Allschwil
- 1985 SG Allschwil
- 1986 SG Biel
- 1987 SG Zürich
- 1988 SG Allschwil
- 1989 SG Biel
- 1990 CE Genf
- 1991 SK Luzern
- 1992 SG Allschwil
- 1993 SG Allschwil
- 1994 SG Allschwil
- 1995 SG Allschwil
- 1996 CE Genf
- 1997 SG Biel
- 1998 SK Zytglogge/Bern
- 1999 SG Zürich
- 2000 SG Biel
- 2001 SG Biel
- 2002 SG Zürich
- 2003 SG Zürich
- 2004 SG Biel
- 2005 SG Zürich
- 2006 SF Reichenstein
- 2007 Mendrisio
- 2008 SG Zürich
- 2009 SG Zürich
- 2010 SG Zürich
- 2011 SK Réti Zürich
- 2012 Club d’Echecs de Genève
- 2013 SK Réti Zürich
- 2014 SK Réti Zürich
- 2015 Club d’Echecs de Genève
- 2016 SG Zürich
- 2017 SG Winterthur
- 2018 SK Luzern
- 2019 Club d’Echecs de Genève
- 2020 Wettbewerb nicht ausgetragen
- 2021 SK Luzern
- 2022 SK Luzern

## Ehrenmitglieder des SSB
- 1959 Alois Nagler (1907–1996)
- 1976 Arturo Zahner (1923–2015)[5]
- 1986 Paul Müller-Breil (1921–2004)
- 1991 Martin Christoffel, SSV. (1922–2001)
- 1995 Rolf Liniger
- 1997 Otto Burkhalter
- 2001 Viktor Kortschnoi (1931–2016)
- 2002 Ruedi Staechelin
- 2003 Hans-Jörg Illi
- 2020 Ruth Bohrer
- 2021 Wolfgang Schott
- 2021 Peter A. Wyss